# 比尤特 (蒙大拿州)
比尤特（英語：Butte），位于美国蒙大拿州西部，是銀弓郡的县治。
根据2000年美国人口普查，共有33,892人，其中白人占95.38%、美國原住民占1.99%，是蒙大拿州第五大城市。

## 交通
比尤特可經由15號州際公路及90號州際公路到達，是蒙大拿州唯二有州際公路交會的城市，另一個是州內最大城市比靈斯。